# Chwytak magnetyczny
Chwytak magnetyczny – uchwyt do przemieszczania materiałów ferromagnetycznych wykorzystujący działanie magnesów trwałych.
Urządzenie złożone jest z jednego magnesu trwałego stabilnie umocowanego oraz magnesu trwałego ruchomego. Działanie chwytaka polega na przemieszczeniu ruchomego magnesu za pomocą dźwigni i wprowadzeniu pola magnetycznego na ładunek (przedłużenie biegunów). Kiedy chwytak nie jest uruchomiony pole magnetyczne jest zwarte w urządzeniu. Elementy podnoszone, przenoszone, obracane za pomocą tego urządzenia to m.in. blachy, pręty, rury.